# Охолот
«Охолот», также «Охалот», «Оголот» (мн. ч., др.-евр. אהלות‬, ohaloth; буквально «шатры») — трактат Мишны, второй в разделе «Техарот». Содержит законы, касающиеся особого вида ритуальной нечистоты, так называемой шатровой, возникающей от человеческого трупа и его частей.

## Предмет рассмотрения
По Моисееву закону, человеческий труп, находящийся в шатре, сообщает нечистоту лицам и предметам, находящимся в этом шатре, равно как и самому шатру:

Вот закон: если человек умрет в шатре, то всякий, кто придет в шатер, и все, что в шатре, нечисто будет семь дней; всякий открытый сосуд, который не обвязан и не покрыт, нечист. Всякий, кто прикоснется на поле к убитому мечом, или к умершему, или к кости человеческой, или ко гробу, нечист будет семь дней. И все, к чему прикоснется нечистый, будет нечисто; и прикоснувшийся человек нечист будет до вечера.
— Чис. 19:14—16, 22
В трактате подробно рассматриваются два вопроса, требующие толкования: что именно следует считать источником трупной нечистоты и как применительно к этому закону следует трактовать понятие «шатёр». Раввины эпохи Мишны постановили, что под «шатром» следует понимать полость размером в высоту не менее «тефаха» (ивр. טפח‎, букв. «ладонь», мера длины, примерно равная восьми сантиметрам), ограниченную сверху предметом размером не менее квадратного тефаха. Отсюда следует, например, что человек оскверняется шатровой нечистотой, когда встаёт над гробом или проходит под ним: в первом случае «шатёр» образует сам человек (он «осеняет» (מאהיל‬) гроб), во втором человек оказывается в «шатре», образованном гробом. Если же труп замкнут в «тесном пространстве» (טומאה רצוצה‬), то есть между трупом и крышей «шатра» нет расстояния в «ладонь», то нечистота распространяется вверх до небес и вниз до преисподней, до встречи с другим замкнутым пространством.
Из этих постулатов вытекает целый класс сложных ситуаций. Вследствие этого трактат считается одним из труднейших в Мишне.

## Содержание
Трактат «Охолот» состоит из 18 глав и 134 параграфов.
- Первая глава приводит классификацию степеней нечистоты, которую может производить человеческий труп[1]. Обсуждаются пути передачи нечистоты.
- Вторая и третья главы рассматривают вопрос, какие части трупа являются источниками нечистоты. В конце даётся определение «шатра».
- Четвёртая — девятая главы рассматривают различные случаи возникновения «шатров». Например, стоящий в доме шкаф образует отдельный «шатёр».
- Десятая — пятнадцатая главы рассматривают случаи объединения и разделения «шатров». Например, если в потолке дома имеется люк, то часть дома, находящаяся прямо под люком, не является частью созданного домом «шатра»; следовательно, лежащий под люком труп не делает нечистым дом.
- Шестнадцатая — восемнадцатая главы трактуют о трупной нечистоте, возникшей на открытом месте. Обсуждаются вопросы, связанные с нечистотой почвы вне пределов земли Израиля и жилищ язычников (они считаются нечистыми по раввинским постановлениям).

## Интересные факты
В мишне 1:8 приводится подсчёт костей в человеческом теле, их получается 248, и с этим числом увязывается количество предписывающих заповедей в Торе. По современным подсчётам в скелете взрослого человека 206 костей, в скелете ребёнка — 270.
В мишне 7:6 приводится применяемый и в современной медицине принцип, согласно которому при прочих равных условиях жизнь матери имеет приоритет перед жизнью плода.
Из мишны 12:7 путём несложного расчёта можно сделать вывод, что значение числа {\displaystyle {\boldsymbol {\pi }}} автором текста считается равным трём, а значение {\displaystyle {\sqrt {2}}} принимается за {\displaystyle 1{\frac {1}{3}}}.

## Толкования и комментарии
Гемары, ни вавилонской, ни иерусалимской, к трактату «Охолот» нет. В Тосефте трактат именуется «Ахилот» («Покрывала»).
Кроме известных комментариев ко всей Мишне, к трактату «Охолот» имеются комментарии рабби Гаи-гаона (s:ЕЭБЕ/Гаи-гаон) с небольшим введением к данному трактату, рабби Меира бен-Баруха из Ротенбурга, Ашери и Илии Виленского, под заглавием «אליהו רבא».